# Dog Fashion Disco
Dog Fashion Disco (även kallade DFD) är ett amerikanskt alternativ metal-band som grundades 1996. Gruppen gjorde sin avskedskonsert den 13 januari 2007 men återförenades officiellt 10 oktober 2013.

## Medlemmar
Nuvarande medlemmar
- Todd Smith – sång (1995–2007, 2008, 2010, 2011, 2013– )
- Jasan Stepp – gitarr (2003–2007, 2008, 2010, 2011, 2013– )
- Brian "Wendy" White – basgitarr (1995–2007, 2010, 2011, 2013– )
- Tim Swanson – keyboard (2006, 2013– )
- John Ensminger – trummor (1995–2003, 2006–2007, 2008, 2010, 2011, 2013– )
- Matt Rippetoe – träblåsinstrument (2011, 2013– )

Tidigare medlemmar
- Greg Combs – gitarr (1995–2003, 2013)
- Ken Willard – basgitarr (1995)
- Josh Gifford – trumpet (1996–1997)
- Dave Sislen – saxofon (1996–1997)
- Stephen Mears – basgitarr (1996–1998, 1998–2003, 2008)
- Sennen Quigley – gitarr, keyboard (1997–1998)
- Geoff Stewart – saxofon (1997–1998)
- Kristen Ensminger – trumpet (1997–1998)
- Jeff Siegel – keyboard (1998–2006, 2006–2007, 2008, 2010, 2011, 2013)
- Mark Ammen – basgitarr (1998)
- Jason Stevens - gitarr (2003)
- Mike "Ollie" Oliver – trummor (2003–2005, turnémedlem 2014)
- Rob Queen – trummor (2015, turnémedlem)

## Diskografi
Studioalbum
- Erotic Massage (1997)
- Experiments in Alchemy (1998)
- The Embryo's in Bloom (2000)
- Anarchists of Good Taste (2001)
- Committed to a Bright Future (2003)
- Day of the Dead (2004)
- Adultery (2006)
- Sweet Nothings (2014)
- Ad Nauseam (2015)

Livealbum
- The City Is Alive Tonight...Live in Baltimore (2005)

EP
- Anarchists of Good Taste- 4 Song Sampler (2001) (promo)
- Mutilated Genitals EP (2001) (promo)
- Day of the Dead EP (2004)

Samlingsalbum
- Beating a Dead Horse to Death... Again (2008)